# Deutsche Dreiband-Meisterschaft 1983/84

Veranstaltungsort: Gütersloh

Die Deutsche Dreiband-Meisterschaft 1983/84 (DDM) war die 50. Ausgabe dieser Turnierserie und fand vom 13. bis zum 16. Oktober 1983 in Gütersloh statt.

## Geschichte
Örtlicher Organisator und Ausrichter im Auftrag des Deutschen Billard-Bunds (DBB) war der 1. BC Gütersloh 73. Als Veranstaltungsort wurde das Kath. Vereinshaus, das mit ihren Räumlichkeiten eine entsprechende Ausstattung bereitstellen konnte.
Seinen insgesamt 31. Deutschen Meistertitel holte sich der Berliner Dieter Müller in Gütersloh. Ohne Satzverlust gewann er glatt in zwei Sätzen das Endspiel gegen den überraschend ins Finale eingezogenen Altenessener Hans-Jürgen Kühl. Im Halbfinale konnte Kühl den Favoriten und Titelverteidiger Günter Siebert mit 2:1 Sätzen niederringen.

## Modus
Gespielt wurde in den Qualifikationsgruppen bis 50 Punkte oder 75 Aufnahmen. In der Endrunde wurden zwei Gewinnsätze bis 25 Punkte gespielt. Das gesamte Turnier wurde mit Nachstoß gespielt. Die Endplatzierung ergab sich aus folgenden Kriterien:
1. Matchpunkte
2. Generaldurchschnitt (GD)
3. Höchstserie (HS)

### Turnierverlauf
| # | Name                       | MP  | GD    | BED   | HS |
| - | -------------------------- | --- | ----- | ----- | -- |
| 1 | Michael Bolz (Saarbrücken) | 6:0 | 0,714 | 0,781 | 7  |
| 2 | Rainer Schiwek (Frankfurt) | 4:2 | 0,752 | 0,909 | 5  |
| 3 | Peter Bauer (Reutlingen)   | 2:4 | 0,760 | 1,282 | 6  |
| 4 | Peter Sporer (München)     | 0:6 | 0,616 | -     | 6  |

| MP    | Match Punkte (Sieger = 2; Unentschieden = 1; Verlierer = 0) |
| SV    | Satzverhältnis (nur bei Turnieren im Satzsystem)            |
| Pkte. | Erzielte Karambolagen                                       |
| Aufn. | benötigte Aufnahmen                                         |
| GD    | Generaldurchschnitt                                         |
| MGD   | Mannschafts-Generaldurchschnitt                             |
| BED   | Bester Einzeldurchschnitt eines Spielers                    |
| BEMD  | Bester Einzeldurchschnitt einer Mannschaft                  |
| BSD   | Bester Satzdurchschnitt eines Spielers                      |
| HS    | Höchstserie                                                 |
| WRP   | Weltranglistenpunkte                                        |

| # | Name                          | MP  | GD    | BED   | HS |
| - | ----------------------------- | --- | ----- | ----- | -- |
| 1 | Hans-Jürgen Kühl (Altenessen) | 6:0 | 0,943 | 1,428 | 6  |
| 2 | Franz Wolf (Köln)             | 4:2 | 0,913 | 1,000 | 8  |
| 3 | Arno Figge (Velbert)          | 1:5 | 0,904 | 0,806 | 8  |
| 4 | Gert Tiedtke (Koblenz)        | 1:5 | 0,744 | 0,806 | 5  |

| MP    | Match Punkte (Sieger = 2; Unentschieden = 1; Verlierer = 0) |
| SV    | Satzverhältnis (nur bei Turnieren im Satzsystem)            |
| Pkte. | Erzielte Karambolagen                                       |
| Aufn. | benötigte Aufnahmen                                         |
| GD    | Generaldurchschnitt                                         |
| MGD   | Mannschafts-Generaldurchschnitt                             |
| BED   | Bester Einzeldurchschnitt eines Spielers                    |
| BEMD  | Bester Einzeldurchschnitt einer Mannschaft                  |
| BSD   | Bester Satzdurchschnitt eines Spielers                      |
| HS    | Höchstserie                                                 |
| WRP   | Weltranglistenpunkte                                        |

| # | Name                      | MP  | GD    | BED   | HS |
| - | ------------------------- | --- | ----- | ----- | -- |
| 1 | Dieter Müller (Berlin)    | 4:2 | 1,247 | 1,351 | 6  |
| 2 | Edgar Bettzieche (Bochum) | 4:2 | 1,038 | 1,163 | 8  |
| 3 | Jürgen Diehle (Dortmund)  | 4:2 | 1,000 | 1,190 | 9  |
| 4 | Gerald Schröck (Kassel)   | 0:6 | 0,640 | -     | 5  |

| MP    | Match Punkte (Sieger = 2; Unentschieden = 1; Verlierer = 0) |
| SV    | Satzverhältnis (nur bei Turnieren im Satzsystem)            |
| Pkte. | Erzielte Karambolagen                                       |
| Aufn. | benötigte Aufnahmen                                         |
| GD    | Generaldurchschnitt                                         |
| MGD   | Mannschafts-Generaldurchschnitt                             |
| BED   | Bester Einzeldurchschnitt eines Spielers                    |
| BEMD  | Bester Einzeldurchschnitt einer Mannschaft                  |
| BSD   | Bester Satzdurchschnitt eines Spielers                      |
| HS    | Höchstserie                                                 |
| WRP   | Weltranglistenpunkte                                        |

## Finalrunde
| Halbfinale       |     |     |        |        |        |    |    |       |       |
| Günter Siebert   | 0:2 | 2:4 | 25(26) | 19(35) | 15(30) | 59 | 91 | 0,648 | 0,961 |
| Hans-Jürgen Kühl | 2:0 | 4:2 | 24(26) | 25(35) | 25(30) | 74 | 91 | 0,820 | 0,833 |
| Dieter Müller    | 2:0 | 4:0 | 25(30) | 25(16) |        | 50 | 46 | 1,086 | 1,562 |
| Michael Bolz     | 0:2 | 0:4 | 20(30) | 14(16) |        | 34 | 46 | 0,739 | -     |
| Spiel um Platz 3 |     |     |        |        |        |    |    |       |       |
| Günter Siebert   | 2:0 | 4:0 | 25(19) | 25(32) |        | 50 | 51 | 0,980 | 1,315 |
| Michael Bolz     | 0:2 | 0:4 | 10(19) | 16(32) |        | 26 | 51 | 0,509 | -     |
| Finale           |     |     |        |        |        |    |    |       |       |
| Hans-Jürgen Kühl | 0:2 | 0:4 | 16(35) | 24(32) |        | 40 | 67 | 0,597 | -     |
| Dieter Müller    | 2:0 | 4:0 | 25(35) | 25(32) |        | 50 | 67 | 0,746 | 0,781 |

## Abschlusstabelle
| MP    | Match Points (Sieger = 2; Unentschieden = 1; Verlierer = 0) |
| Pkte. | Erzielte Karambolagen                                       |
| Aufn. | Benötigte Versuche                                          |
| GD    | Generaldurchschnitt                                         |
| BED   | Bester Einzeldurchschnitt eines Spielers                    |
| HS    | Höchstserie                                                 |
|       | Bester GD des Turniers                                      |
|       | Bester ED des Turniers                                      |
|       | Beste HS des Turniers                                       |
|       | 1. Platz (Gold)                                             |
|       | 2. Platz (Silber)                                           |
|       | 3. Platz (Bronze)                                           |

| Endklassement              | Endklassement                 | Endklassement | Endklassement | Endklassement | Endklassement | Endklassement | Endklassement | Endklassement | Endklassement |
| Platz                      | Name                          | MP            | SP            | Pkt.          | Aufn.         | GD            | BED           | BSD           | HS            |
| -------------------------- | ----------------------------- | ------------- | ------------- | ------------- | ------------- | ------------- | ------------- | ------------- | ------------- |
| 1                          | Dieter Müller (Berlin)        | 4:0           | 8:0           | 100           | 113           | 0,884         | 1,086         | 1,562         | 9             |
| 2                          | Hans-Jürgen Kühl (Altenessen) | 2:2           | 4:6           | 114           | 158           | 0,721         | 0,820         | 0,833         | 5             |
| 3                          | Günter Siebert (Bottrop)      | 2:2           | 6:4           | 109           | 142           | 0,767         | 0,980         | 1,315         | 7             |
| 4                          | Michael Bolz (Saarbrücken)    | 0:4           | 0:8           | 60            | 97            | 0,618         | -             | -             | 6             |
| Turnierdurchschnitt: 0,750 |                               |               |               |               |               |               |               |               |               |